# 삼태극

삼태극(三太極) 또는 희선(喜旋, 티베트어: དགའ་འཁྱིལ་ 칼킬[kã˥ kjhiː˥], 산스크리트어: ānanda-cakra 아난다차크라)은 티베트 불교 및 동아시아 불교에서 사용되는 상징이다. 법륜 중앙에 삽입된 형태로 티베트의 국기 및 티베트권인 인도 시킴 주의 기 도안에 사용된다.

## 같이 보기
- 보로메오 고리
- 태극 (문양)
- 태극도 (그림)
- 도모에
- 트리스켈리온